# Hitar Petar
Hitar Petar ali Itar Pejo (Itar Petar) (bolgarsko Хитър Петър, makedonsko Итар Пејо oz. Итар Петар, dobesedno »iznajdljivi Peter«) je lik iz bolgarske in makedonske folklore, reven kmečki pomočnik, ki pa se ponaša z izredno prebrisanostjo, domiselnostjo in zvijačnostjo. V zgodbah so njegovi nasprotniki bogati plemiči, kleriki, posojevalci denarja ali prav tako stereotipni »tipični Osman«, Nasredin hodža, ki jih Petar vedno ukani. V Bolgariji velja za tipičnega Bolgara, v Makedoniji pa za tipičnega Makedonca. Prav tako obstaja veliko različic zgodbe o njegovem izvoru.
Kot lik se je Hitar Petar prvič pojavil v 16. ali 17. stoletju, ko je bila večina Balkana pod osmansko oblastjo, v ohranjenih pisnih virih pa v poznih 1850. letih. Tako je o njem pisal leta 1858 pesnik in folklorist Petko Slavejkov, leta 1862 pa je etnograf Kuznam Šapkarev zapisal dolgo zgodbo s Hitrim Petrom v glavni vlogi. Kasneje si je dramatik Dobri Vojnikov izbral to ime za svoj vzdevek, Dimitar Paničkov pa je med leti 1870 in 1874 izdajal časopis »Hitar Petar«.
Podobni liki se pojavljajo tudi v folklori drugih narodov, poleg turškega Nasredina mu je denimo podoben še nizkonemški Till Eulenspiegel.